# Quebracho
Quebracho er hårde træsorter fra mindst tre træer, fra Gran Chaco området i Sydamerika.
- Schinopsis lorentzii (quebracho colorado santiagueño), i Sumak-familien
- Schinopsis balansae (quebracho colorado chaqueño), i samme familie
- Aspidosperma quebracho-blanco ("white quebracho"), i Singrøn-familien

Træet anvendes blandt andet til værktøj, jernbanesveller og bygningstømmer (især under vand). Af barken udvindes garvemidlet q-ekstrakt.
| Træ | Spire Denne artikel om træer er en spire som bør udbygges. Du er velkommen til at hjælpe Wikipedia ved at udvide den. |